# Асуан (аэропорт)
Международный аэропорт Асуана (араб. مطار أسوان الدولي‎, (ИАТА: ASW, ИКАО: HESN)) — международный аэропорт, расположенный в 16 км к юго-западу от Асуана, Египет. Аэропорт был построен в 1956 году, и модернизировался в 1992 и 1999 годах.
В октябре 1963 года в аэропорту разбился советский военно-транспортный самолёт, в результате чего погибли 14 человек. 20 марта 1969 года самолет Ил-18 авиакомпании «United Arab Airlines» разбился при посадке в аэропорту Асуана. 100 из 105 пассажиров и членов экипажа на борту погибли.